# Storbritanniens Grand Prix 2001
Storbritanniens Grand Prix 2001 var det elfte av 17 lopp ingående i formel 1-VM 2001.

## Resultat
1. Mika Häkkinen, McLaren-Mercedes, 10 poäng
2. Michael Schumacher, Ferrari, 6
3. Rubens Barrichello, Ferrari , 4
4. Juan Pablo Montoya, Williams-BMW, 3
5. Kimi Räikkönen, Sauber-Petronas, 2
6. Nick Heidfeld, Sauber-Petronas, 1
7. Heinz-Harald Frentzen, Jordan-Honda
8. Jacques Villeneuve, BAR-Honda
9. Eddie Irvine, Jaguar-Cosworth
10. Jos Verstappen, Arrows-Asiatech
11. Jean Alesi, Prost-Acer
12. Pedro de la Rosa, Jaguar-Cosworth
13. Giancarlo Fisichella, Benetton-Renault
14. Enrique Bernoldi, Arrows-Asiatech
15. Jenson Button, Benetton-Renault
16. Fernando Alonso, Minardi-European

### Förare som bröt loppet
- Ralf Schumacher, Williams-BMW (varv 36, motor)
- Luciano Burti, Prost-Acer (6, motor)
- David Coulthard, McLaren-Mercedes (2, upphängning)
- Jarno Trulli, Jordan-Honda (0, kollision)
- Olivier Panis, BAR-Honda (0, kollision)

## VM-ställning
| Förarmästerskapet 1. Michael Schumacher, Ferrari, 84 2. David Coulthard, McLaren-Mercedes, 47 3. Rubens Barrichello, Ferrari, 34 | Konstruktörsmästerskapet 1. Ferrari, 118 2. McLaren-Mercedes, 66 3. Williams-BMW, 46 |